# Кокалијер
Кокалијер (фр. Caucalières) насеље је и општина у јужној Француској у региону Миди Пирене, у департману Тарн која припада префектури Кастр.
По подацима из 2011. године у општини је живело 313 становника, а густина насељености је износила 24,45 становника/km². Општина се простире на површини од 12,8 km². Налази се на средњој надморској висини од 194 метара (максималној 324 m, а минималној 178 m).

## Демографија
| 1962. | 1968. | 1975. | 1982. | 1990. | 1999. | 2011. |
| ----- | ----- | ----- | ----- | ----- | ----- | ----- |
| 230   | 238   | 213   | 206   | 245   | 303   | 313   |

График промене броја становника у току последњих година